# John Eisenmann

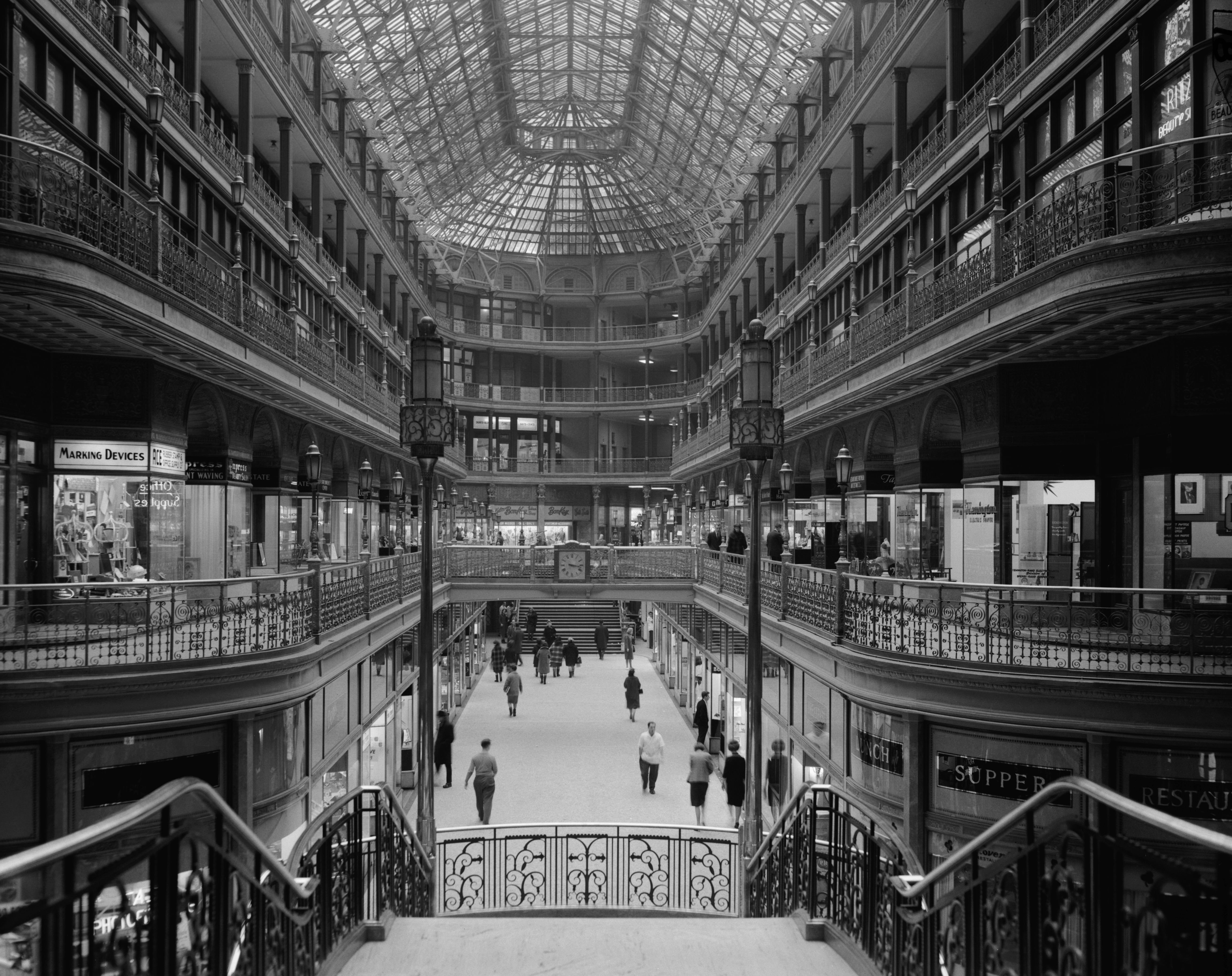
Interior del Arcada en Cleveland céntrico (1966)

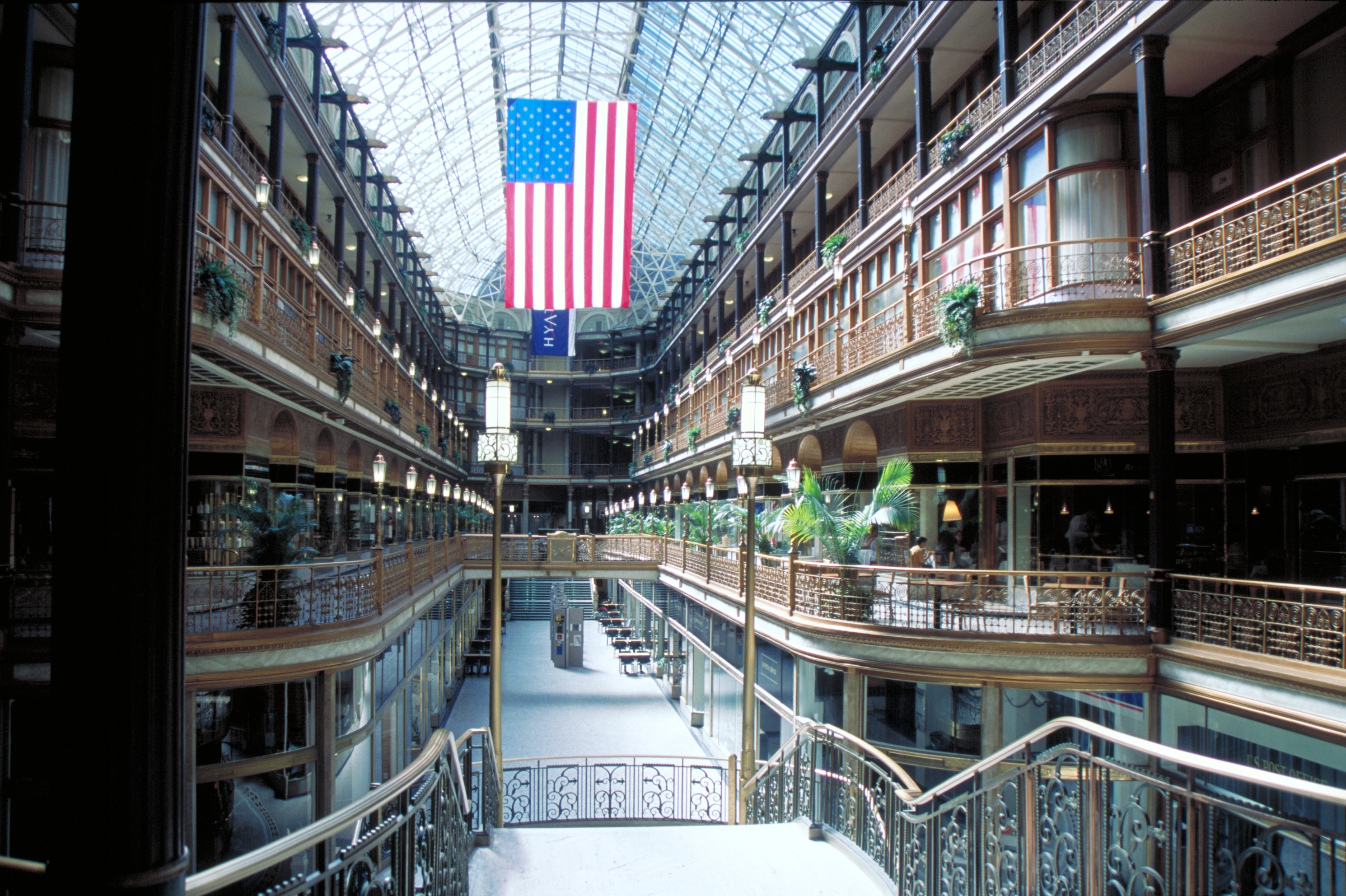
Mirando a lo largo de la arcada.

John Eisenmann (26 de marzo de 1851 – 6 de enero de 1924) fue arquitecto estadounidense de Cleveland, Ohio. Como socio de Eisenmann & Smith diseñó la Arcada Cleveland en el centro de Cleveland. También diseñó el edificio principal de la Universidad Case de Western Reserve y fue el primer catedrático de ingeniería civil de esta universidad. Fue pionero en la construcción de estructuras de acero en los Estados Unidos y se le atribuye haber participado en la construcción de la Arcada de Cleveland, el primer edificio comercial en el estado que significó un hito histórico de la arquitectura. 

## Bandera de Ohio
El diseño de la bandera de Ohio es atribuido a él.